# Флойд (Нью-Йорк)
Флойд (англ. Floyd) — місто (англ. town) в США, в окрузі Онейда штату Нью-Йорк. Населення — 3733 особи (2020).

## Демографія
Згідно з переписом 2010 року, у місті мешкало 3819 осіб у 1463 домогосподарствах у складі 1082 родин. Було 1542 помешкання
Расовий склад населення:
| - 97,6 % — білих - 0,8 % — азіатів - 0,3 % — чорних або афроамериканців - 0,1 % — корінних американців |

До двох чи більше рас належало 1,1 %. Частка іспаномовних становила 1,1 % від усіх жителів.
За віковим діапазоном населення розподілялося таким чином: 23,4 % — особи молодші 18 років, 62,7 % — особи у віці 18—64 років, 13,9 % — особи у віці 65 років та старші. Медіана віку мешканця становила 42,0 року. На 100 осіб жіночої статі у місті припадало 102,6 чоловіків;  на 100 жінок у віці від 18 років та старших — 98,8 чоловіків також старших 18 років.
Середній дохід на одне домашнє господарство  становив 86 789 доларів США (медіана — 75 644), а середній дохід на одну сім'ю — 97 534 долари (медіана — 83 533). Медіана доходів становила 49 491 долар для чоловіків та 43 269 доларів для жінок. За межею бідності перебувало 7,3 % осіб, у тому числі 14,2 % дітей у віці до 18 років та 3,6 % осіб у віці 65 років та старших.
Цивільне працевлаштоване населення становило 1846 осіб. Основні галузі зайнятості: освіта, охорона здоров'я та соціальна допомога — 33,2 %, публічна адміністрація — 10,3 %, виробництво — 8,8 %, роздрібна торгівля — 8,0 %.